# Österreichische Volleyballnationalmannschaft der Frauen
Die österreichische Volleyballnationalmannschaft der Frauen ist eine Auswahl der besten österreichischen Spielerinnen, die den Österreichischen Volleyballverband bei internationalen Turnieren und Länderspielen repräsentiert.

## Geschichte

### Weltmeisterschaft
Bei ihrer ersten Teilnahme an einer Volleyball-Weltmeisterschaft lagen die Österreicherinnen als 15. einen Rang vor den deutschen Frauen. 1962 war das DVV-Team hingegen als 13. einen Platz besser als Österreich.

### Olympische Spiele
Österreich konnte sich noch nie für Olympische Spiele qualifizieren.

### Europameisterschaft
Bei den Volleyball-Europameisterschaften 1958 und 1963 wurden die österreichischen Frauen jeweils Zwölfter. Nach dem verpassten Turnier 1967 belegten sie 1971 den 17. Platz.

### World Cup
Der World Cup fand bisher ohne österreichische Beteiligung statt.

### World Grand Prix
Im World Grand Prix hat Österreich noch nicht gespielt.

### European League
Österreich war 2017 das erste Mal in der European League am Start und konnte in den Gruppenspielen nur einen Sieg erringen. 2018 schafften die Österreicherinnen aber eine Sensation, drangen bis ins Endspiel vor und mussten sich nur Gastgeber Schweden knapp geschlagen geben. Als Belohnung für diesen Erfolg darf die Mannschaft 2019 in der Golden European League antreten.